# Habropogon simillimus
Habropogon simillimus är en tvåvingeart som beskrevs av Oskar Theodor 1980. Habropogon simillimus ingår i släktet Habropogon och familjen rovflugor.
Artens utbredningsområde är Israel. Inga underarter finns listade i Catalogue of Life.